# 下手投げ
下手投げ（したてなげ）とは、相撲の決まり手である。

## 概要
差手で褌を引き、相手が寄ってくる際に差した方の足を基点として、他の足を差手の方に大きく開きながら、差手をかえすようにして投げる。
その性質上、相手の前に出る力を利用して投げるため、上手投げと比して熟達した技量を必要とし、また後ろに下がりながら投げを打つケースが多いことから、「下手投げ主体の力士は大成しない」との決まり文句がある。また、半身の体勢になって下手投げを打つ機会を窺う戦法は、概して下半身に大きな負担をもたらし、使い手の中には若くして引退に追い込まれた力士も少なくない。

## 小兵力士の技
下手投げは、小兵の力士が繰り出すことの多い技でもある。
事実、舞の海や智ノ花はこの技をうまく使いこなして幕内に定着し、二人とも三役まで上がった。近年では朝青龍や日馬富士もそれほど大きい体格では無かったものの、この技を使いこなして横綱にまで登り詰めた。
また、輪島大士は上記の決まり文句に対して「下手投げでも根こそぎぶん投げるから構わない」と反論し、その左からの下手投げは「黄金の左」とまで呼ばれた。決して当時としても大柄とは言えない体格ながら、下手投げを最大の武器として横綱にまで登り詰めた。

## 主な使い手

### 昭和
- 沖ツ海
- 武蔵山
- 出羽錦
- 安念山
- 輪島　：その鋭い左からの下手投げは「黄金の左」と称された。
- 2代目若乃花
- 増位山
- 若嶋津
- 寺尾

### 平成
- 大翔山
- 巴富士
- 舞の海：1993年9月場所8日目、対前頭15枚目武双山（のち大関）戦。
- 智ノ花
- 栃乃洋
- 琴光喜
- 朝青龍
- 日馬富士